# اغبرت فان ألستين
اغبرت فـان ألستين (بالإنجليزية: Egbert Van Alstyne)‏ هو عازف الأرغن وعازف بيانو وكاتب أغاني وملحن أمريكي، ولد في 4 مارس 1878 في مارينغو في الولايات المتحدة، وتوفي في 9 يوليو 1951 في شيكاغو في الولايات المتحدة.

## وصلات خارجية
- اغبرت فـان ألستين على موقع IMDb (الإنجليزية)
- اغبرت فـان ألستين على موقع ميوزك برينز (الإنجليزية)
- اغبرت فـان ألستين على موقع قاعدة بيانات برودواي على الإنترنت (الإنجليزية)
- اغبرت فـان ألستين على موقع إن إن دي بي (الإنجليزية)
- اغبرت فـان ألستين على موقع ديسكوغز (الإنجليزية)